# José Miguel de la Quadra-Salcedo

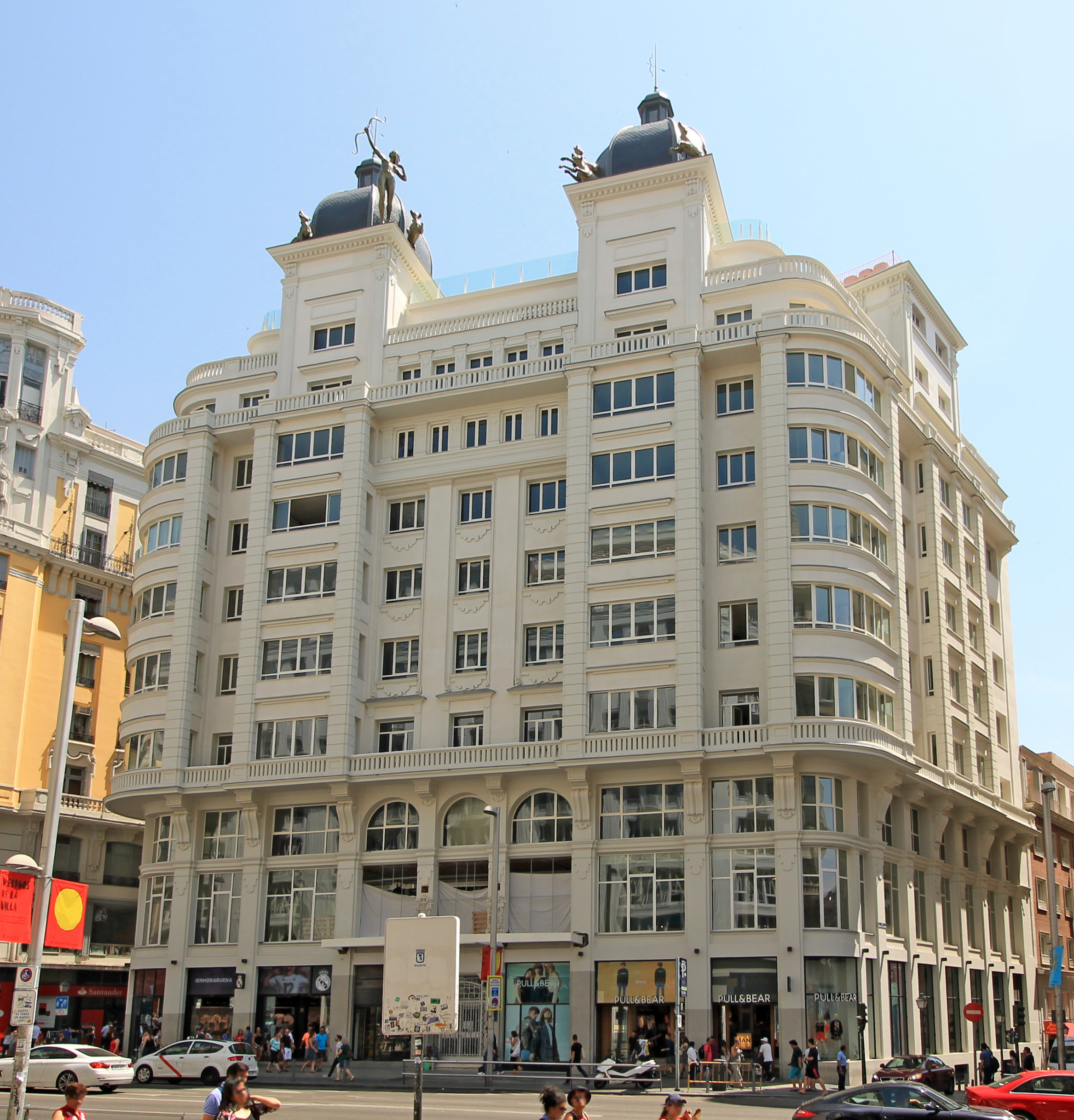
Edificio en el n.º 31 de la Gran Vía de Madrid.

José Miguel de la Quadra-Salcedo y Arrieta-Mascarúa  (Bilbao, 27 de enero de 1891-Madrid, 27 de junio de 1952) fue un arquitecto español.

## Biografía
Nació en Bilbao el 4 de diciembre de 1891. Aunque buena parte de su obra se realizó en la ciudad africana de Tetuán –de la que fue arquitecto municipal– durante la etapa del Protectorado español en Marruecos, también proyectó algunos de los edificios de la Gran Vía de Madrid, en concreto el del número 31, un edificio de oficinas para Vicente Patuel (1925-1927), el Cine Avenida (1927-1928) y el del número 40, edificio de oficinas para Ramón López-Rumayor Lombera (1926-1927).
Fue el IV marqués de los Castillejos. Se casó el 6 de junio de 1938 en Algorta (Guecho, Vizcaya) con Guadalupe Miranda e Iñarra. Tuvieron dos hijos, Concepción de la Quadra-Salcedo y José Javier de la Quadra-Salcedo, el actual marqués de los Castillejos, casado en 1973 con María Pía López Juzgado. Falleció a los 61 años por un cáncer de pulmón.